# رود ستون
رود ستون (انگلیسی: Setun) یک رودخانه در استان مسکو کشور روسیه است..